# Кепа (река)
Ке́па (в самых верховьях — Талвиёки) — река в Калевальском районе Карелии, левый приток Кеми (бассейн Белого моря). Длина реки — 154 км, площадь водосборного бассейна — 1640 км².
Река Кепа вытекает из озера Талвиярви на уровне 188,5 м. Протекает через единственный населённый пункт: посёлок Кепа. Высота устья — 87,6 м над уровнем моря.

## Бассейн

### Притоки
(от устья к истоку)

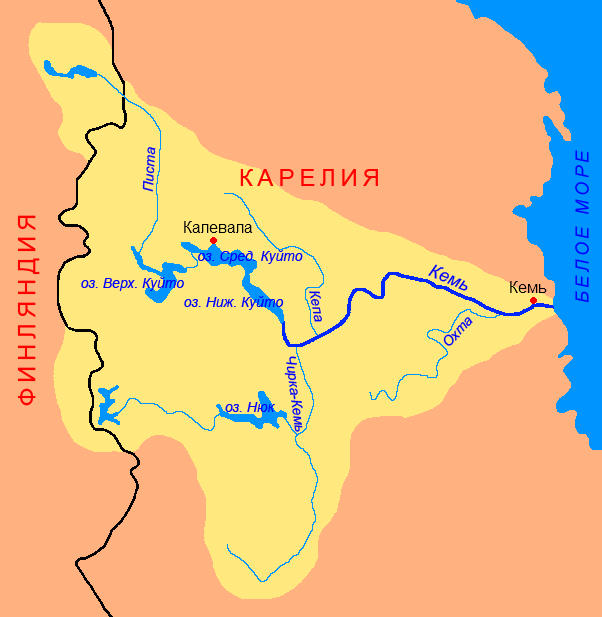
Бассейн реки Кемь

- Левеньгоя (правый, впадает в 20 км от устья Кепы)
- Шонга (правый, в 30 км) (с притоками Кивиоя и Ханьголу)
- Явгес (правый, в 51 км)
- Перменд (левый, в 54 км)
- Кетаноя (левый, впадает в Лимсозеро)
- Мелличчаоя (правый, впадает в Коштумушозеро)
- Луаштанги (левый, впадает в озеро Хайколя)
- Лихтиноя (правый)
- Хохлаоя (левый, в 123 км)

### Озёра
Кепа протекает через озёра: Пайве, Пайве, Хайколя, Коштумушозеро, Лимсозеро.
К бассейну Кепы также принадлежат озёра:
- Кунево
- Юмаштам
- Пурно
- Пиэжунги
- Суола
- Большое
- Микколя
- Пермеярви
- Явгес
- Шонго
- Питкаярви
- Ханьголуярви